# Agios Andreas (Patras)

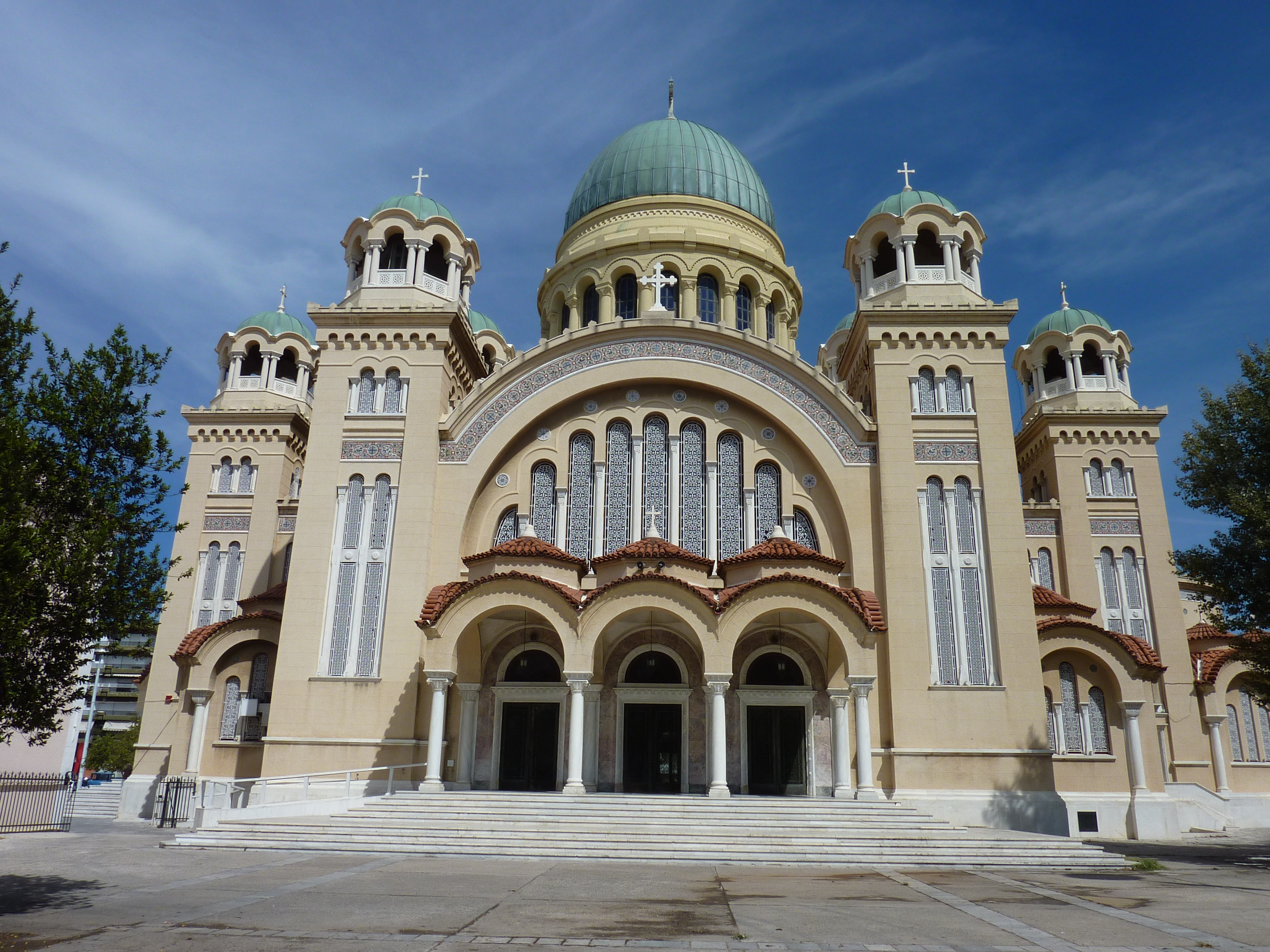
Seitenansicht

Agios Andreas (griechisch Ιερός Ναός Αγίου Ανδρέα Πάτρα) ist eine neobyzantinische Kirche in Patras in Hafennähe etwa auf der Höhe des Leuchtturms von Patras.

## Geschichte
In Patras wurden dem Ortspatron Andreas nacheinander zwei Kirchen geweiht. Die erste wurde in den Jahren 1836 bis 1843 an der Stelle errichtet, an der Andreas laut der Überlieferung den Märtyrertod starb. Der Architekt des klassizistischen Gebäudes war Lysandros Kaftanzoglou, die Deckenbilder schuf Dimitris Hatziaslanis (Byzantios). Neben der Kirche befindet sich eine Quelle mit angeblich wundertätigem Wasser, an der ebenfalls der heilige Andreas verehrt wird, die jedoch schon in der Antike als Orakelquelle des Demeterheiligtums in Patras bedeutsam war.
Die zweite Andreaskirche in Patras, die in unmittelbarer Nachbarschaft der ersten steht, wurde 1908 durch König Georg I. gestiftet und 1974 eingeweiht. Sie gehört zu den größten griechisch-orthodoxen Kirchengebäuden des Kontinents. Die Pläne stammten von dem Architekten Anastasios Metaxas, der aber 1937 starb. Georgios Nomikos setzte nach Metaxas’ Tod dessen Arbeit fort.
Die Kuppel der Kirche ist etwa 50 Meter hoch. Sie trägt ein fünf Meter hohes goldenes Kreuz. Zwölf kleinere Kreuze umgeben dieses auf den Nebenkuppeln. Sie symbolisieren Jesus und die Apostel.
Das Kuppelbild zeigt Jesus umgeben von seinen zwölf Aposteln. Der Patron Andreas ist auf einem Mosaik zu sehen. Auf dem Fußboden sind Elemente der Schöpfung wie Pflanzen, Vögel, Fische und Säugetiere dargestellt.
Agios Andreas bietet Platz für 5500 Menschen.

## Reliquien

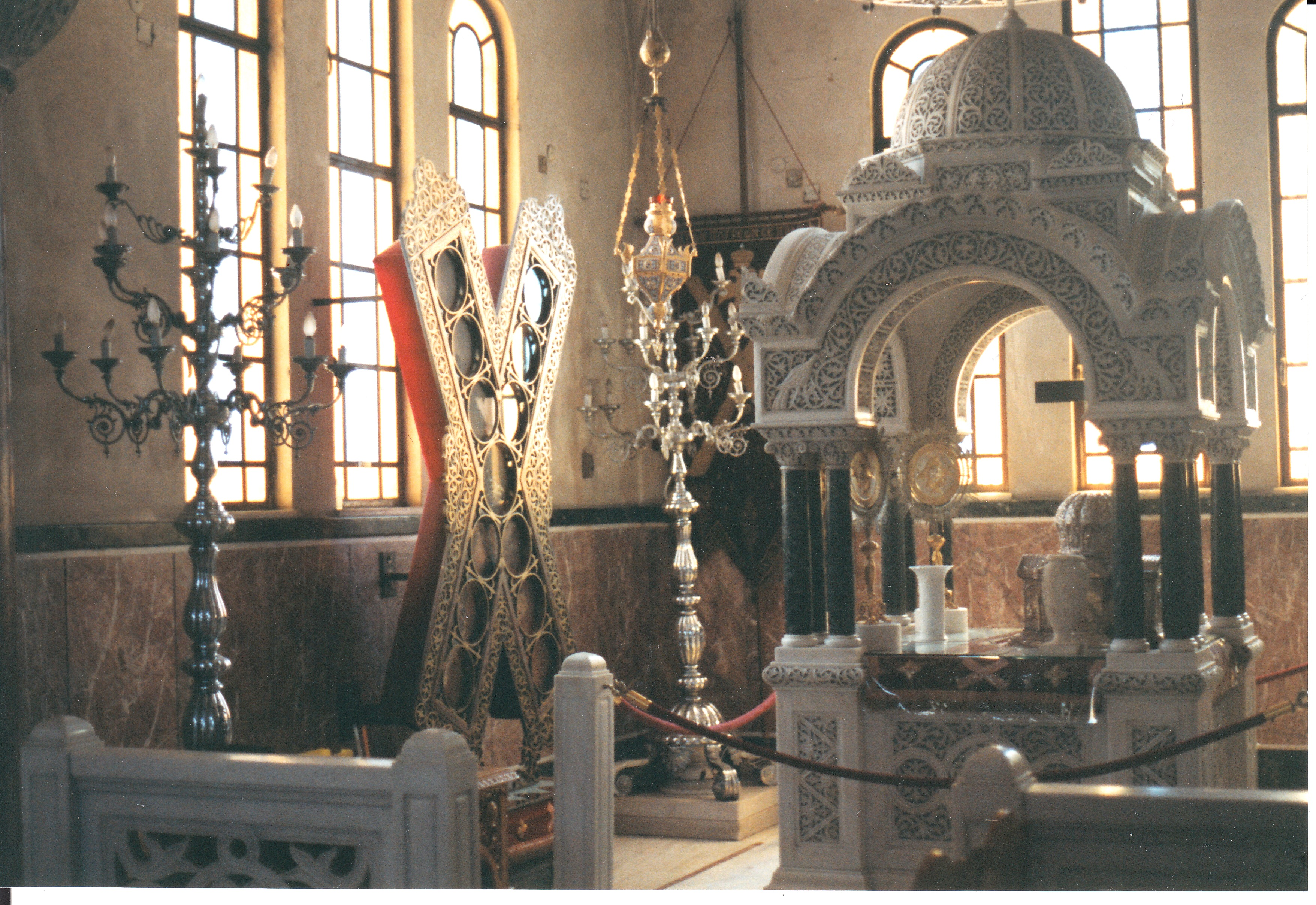
Kreuzreliquie und Reliquiar des Hauptes des heiligen Apostels Andreas

Patras beherbergt eine Schädelreliquie des heiligen Andreas, die in der Mitte des 4. Jahrhunderts nach Konstantinopel verbracht worden war, von wo aus sie nach dem Frankeneinfall nach Italien gebracht wurde. Im Jahr 1964 gelangte die Reliquie nach Patras zurück. Sie wird in einem Marmorgrab verwahrt.
Weiterhin befindet sich hier das große christliche Heiligtum, das Kreuz, an dem der Apostel Andreas der Erstgerufene, einer der Schüler von Jesus Christus, mit dem Kopf nach unten gekreuzigt wurde. Dieses Kreuz ist ein Zeuge des qualvollen Endes des ersten von den Aposteln. Das Kreuz selbst wurde in den Jahren der Französischen Revolution schwer beschädigt – es wurde ins Feuer geworfen. Das Heiligtum konnte jedoch bis in die heutige Zeit erhalten werden.

## Bilder

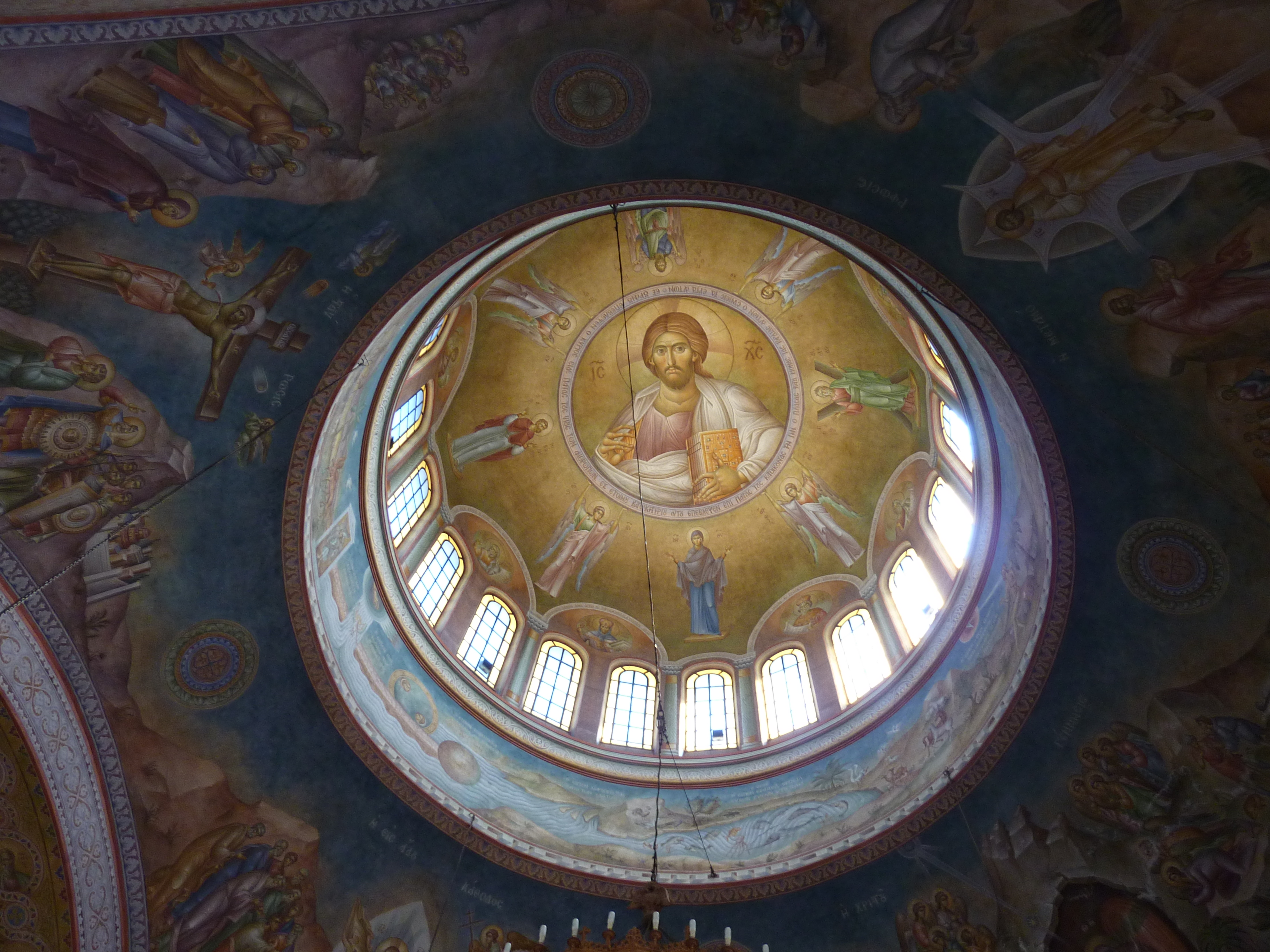
Kuppel
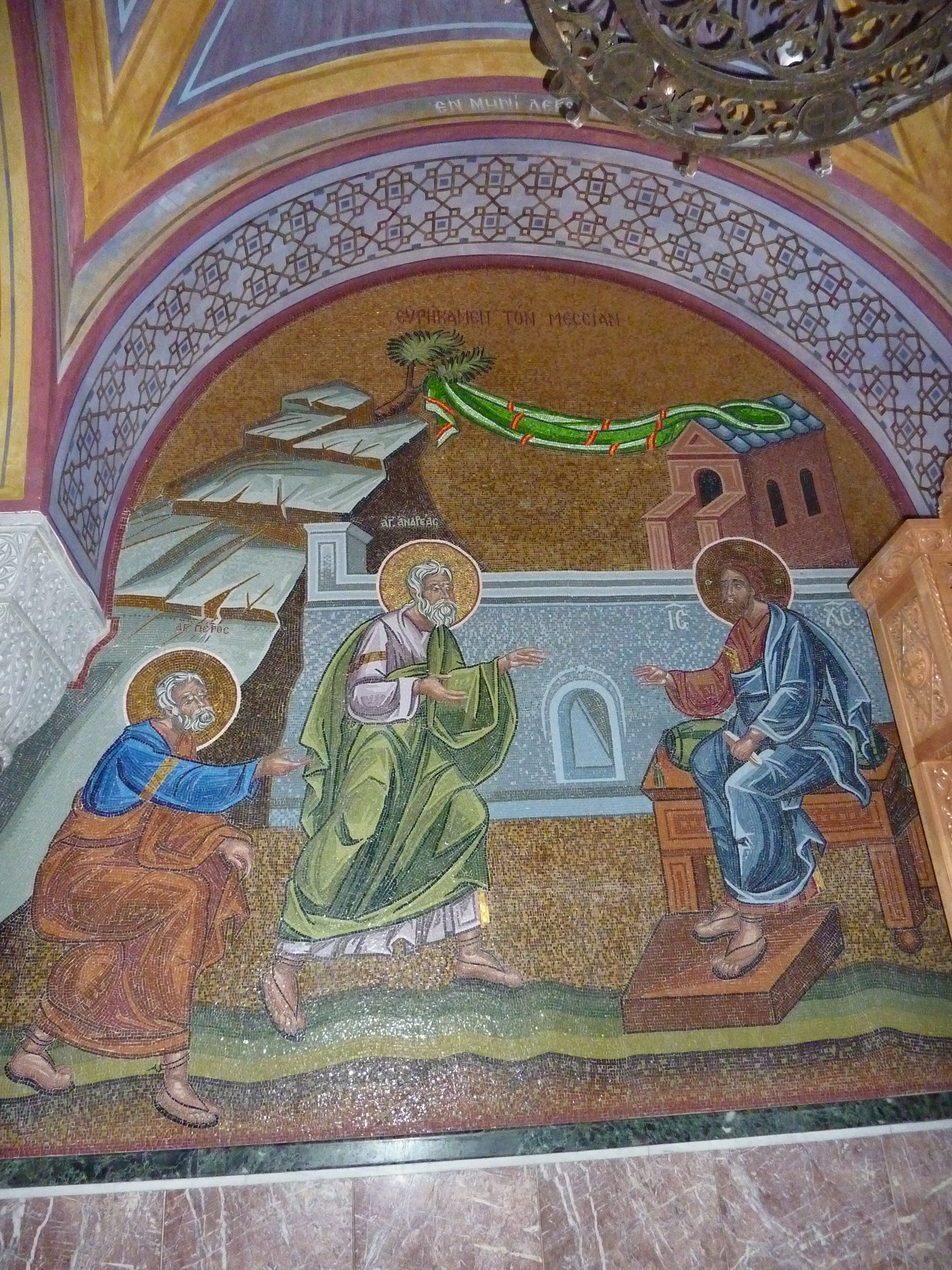
Petrus, Andreas und Jesus
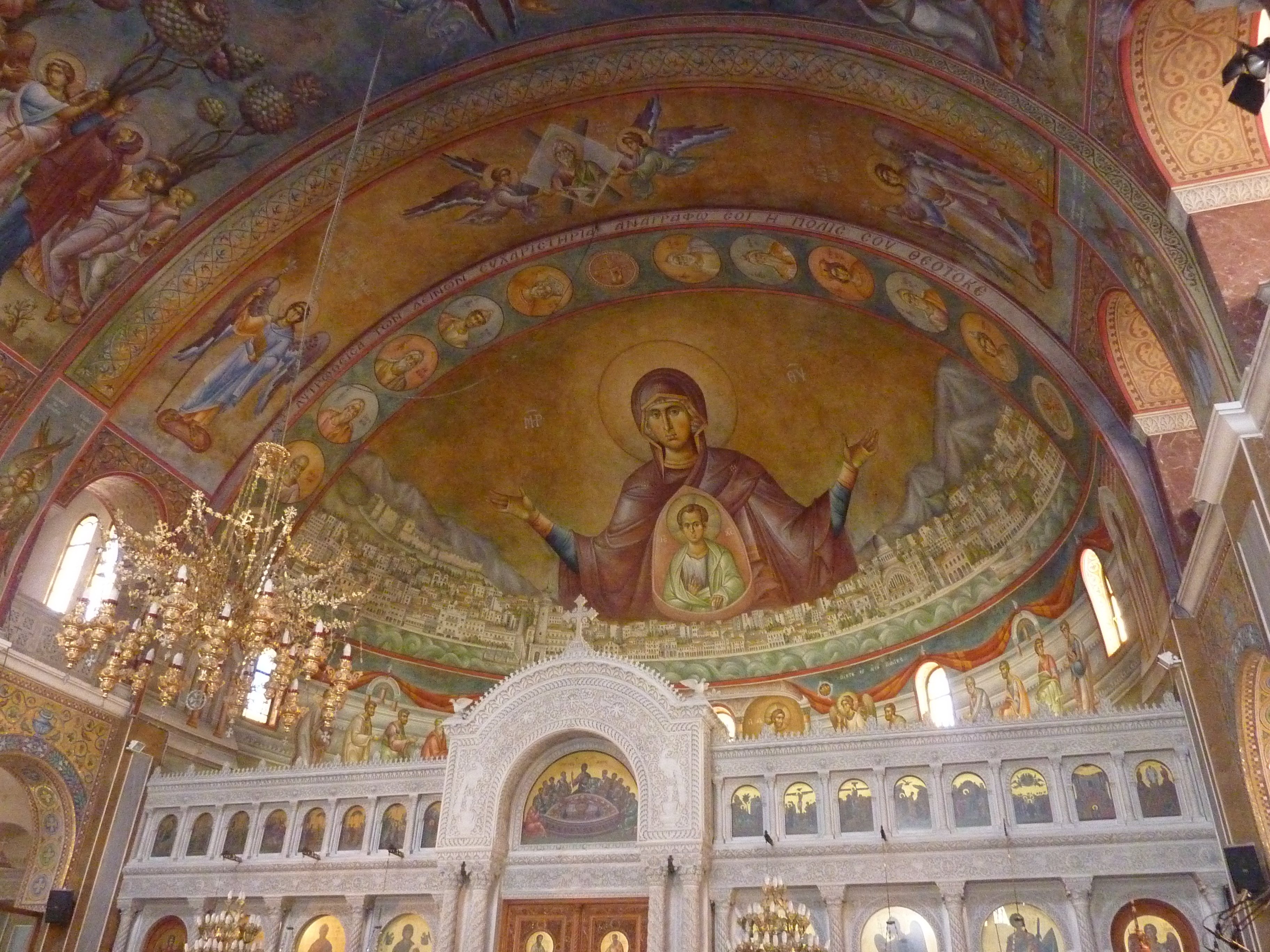
Mutter Gottes
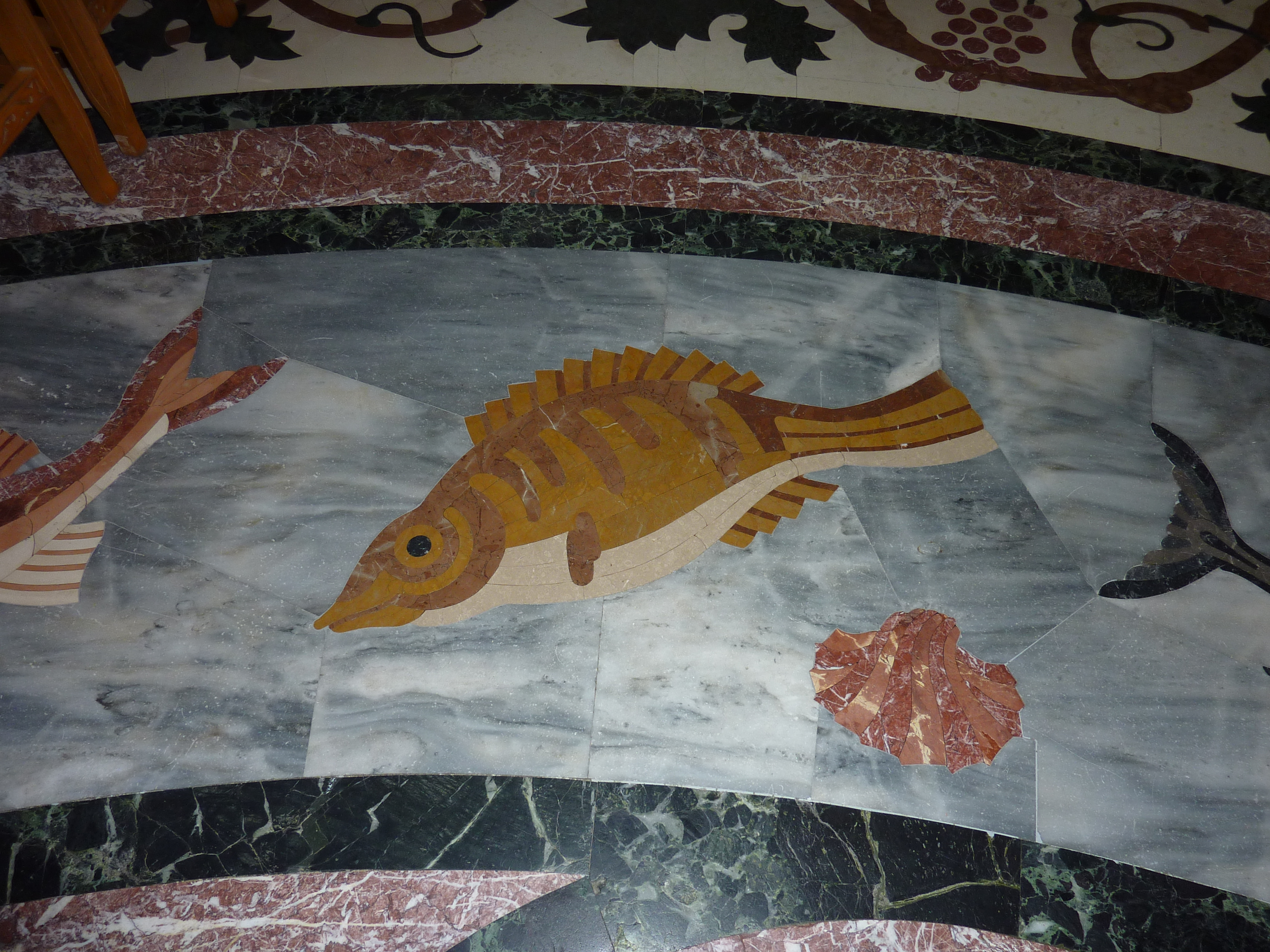
Fußbodendetail
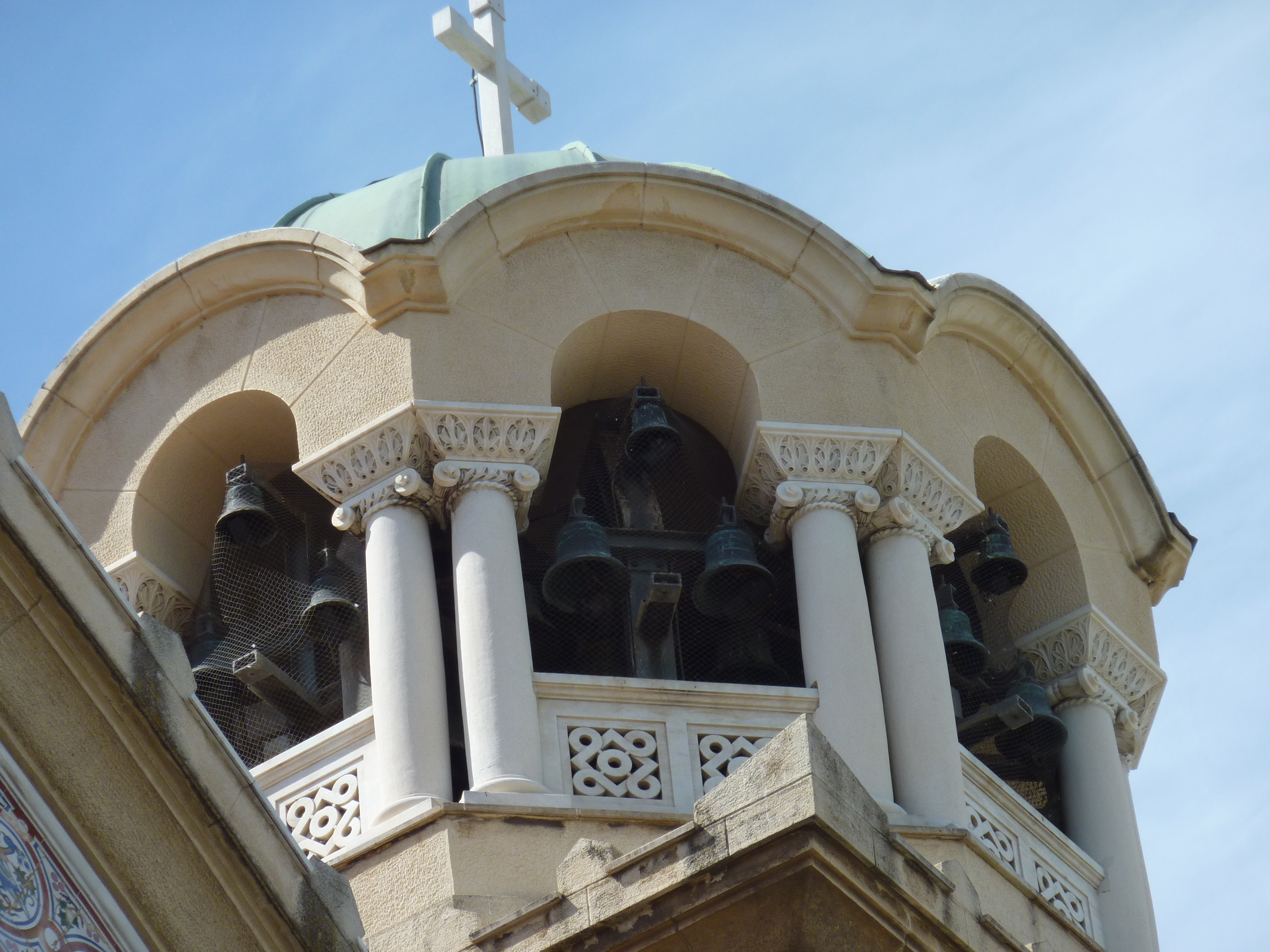
Glockenturm
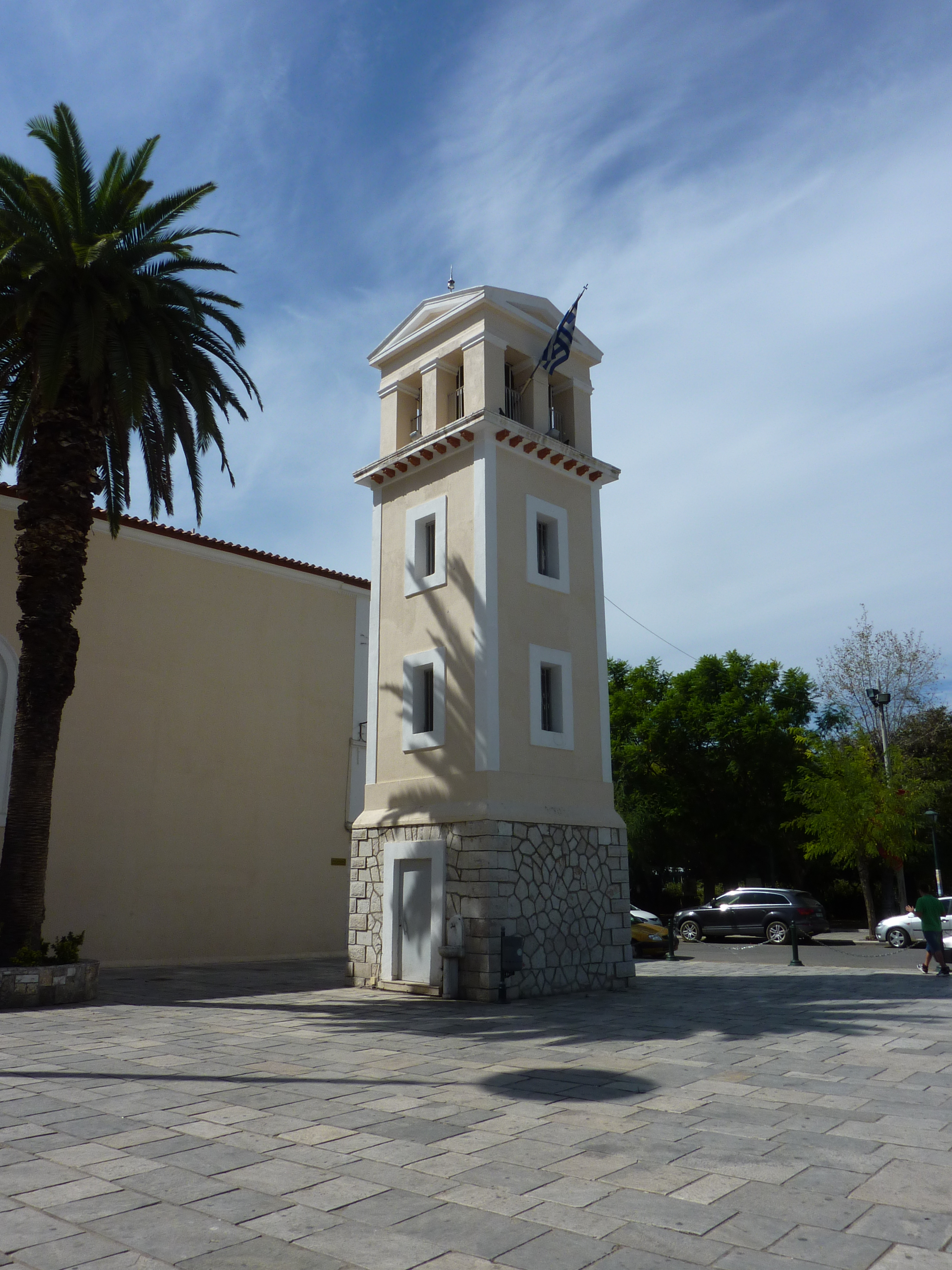
Blick über den Vorplatz zur alten Kirche
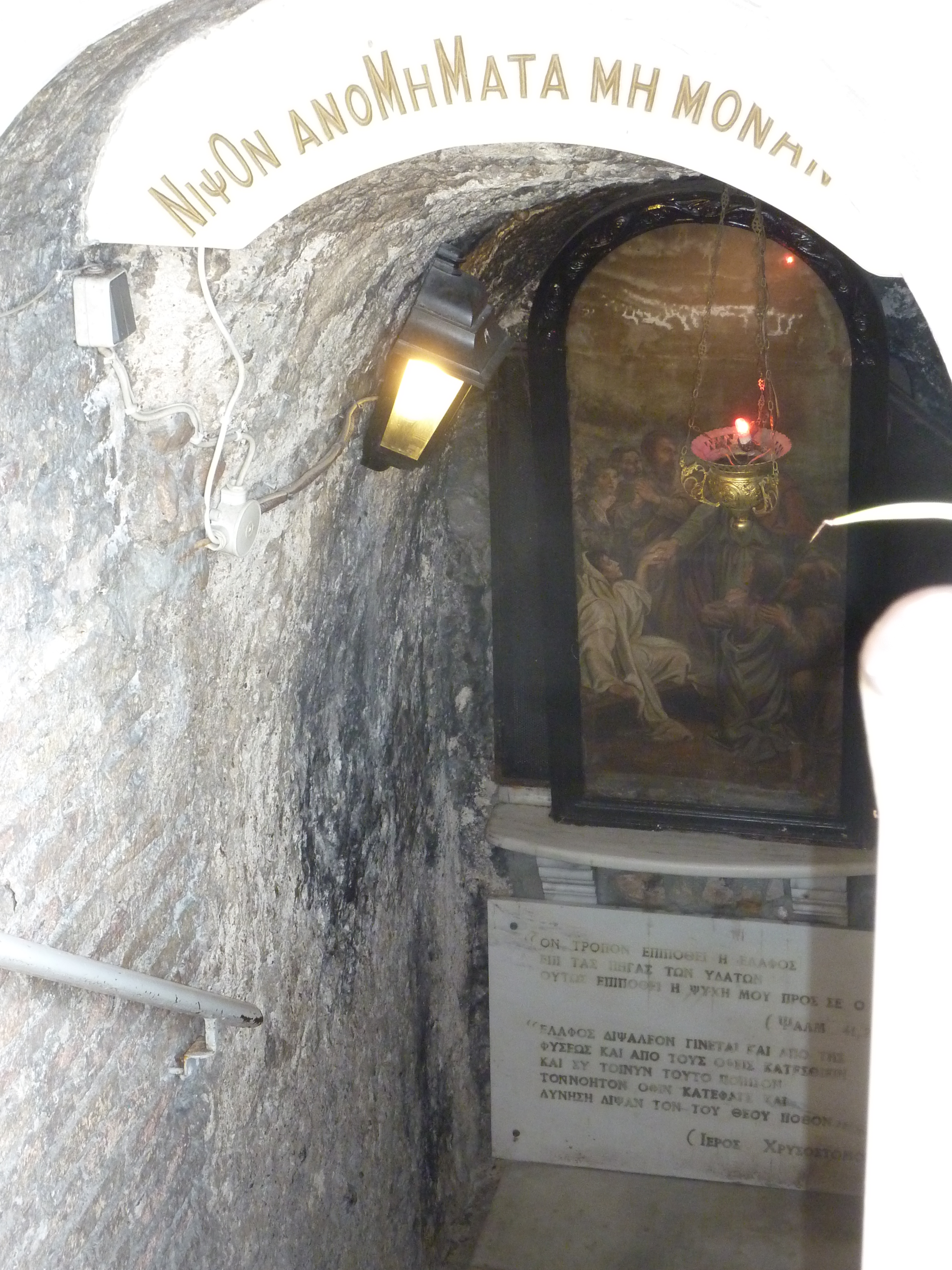
Quelle
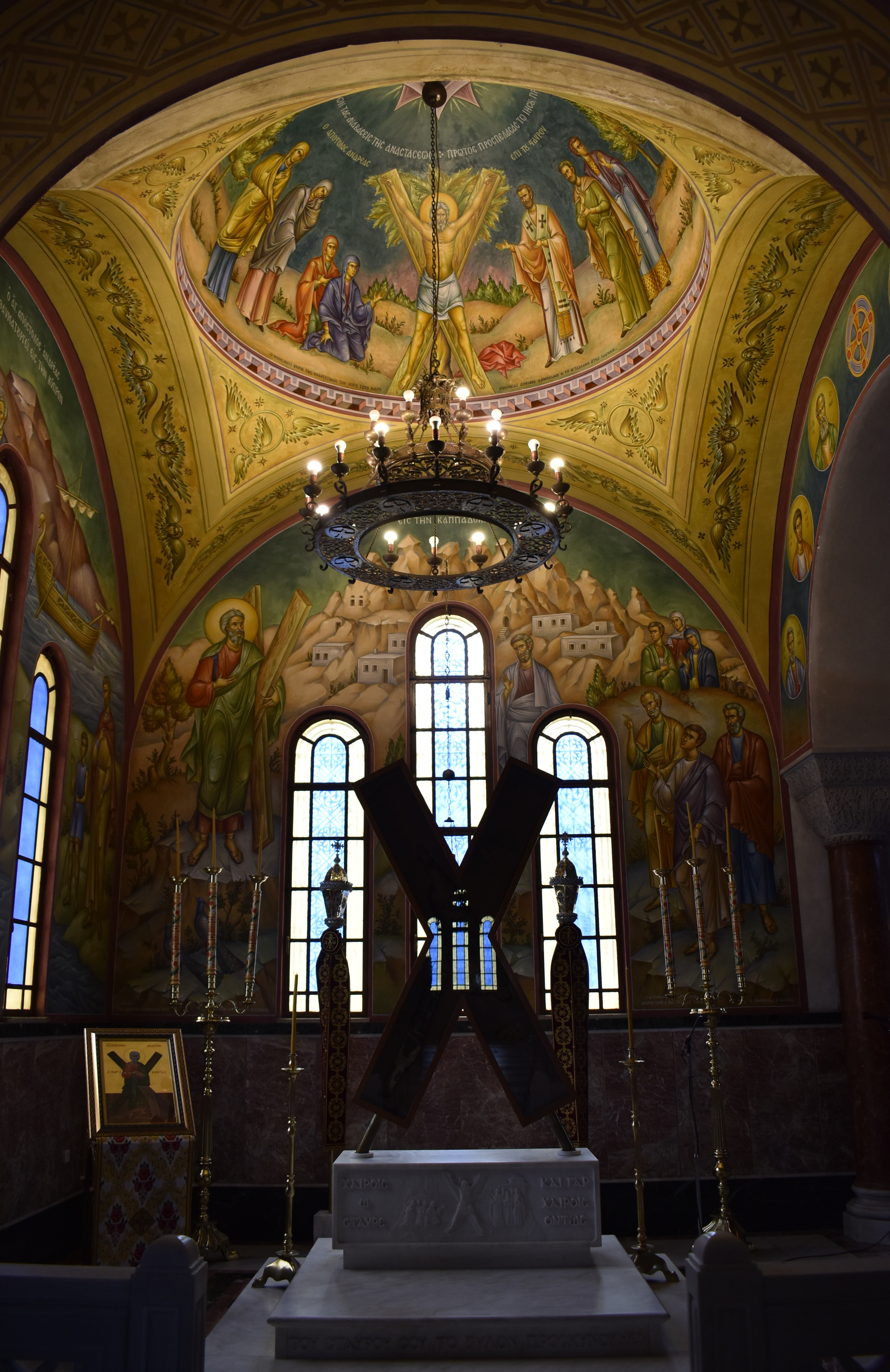